# The Incredible Lightness of Being a Baby
«The Incredible Lightness of Being a Baby» (укр. «Неймовірна легкість бути дитиною») — вісімнадцята серія тридцять першого сезону мультсеріалу «Сімпсони», прем'єра якої відбулась 19 квітня 2020 року у США на телеканалі «Fox».

## Сюжет
Мардж приводить Меґґі на прогулянку до парку «Сенд Тропе». Там Меґґі знаходить вого друга Гадсона, а Мардж зустрічає його матір Кортні.
Вдома Гомер бере на роботу тільки грейпфрут, симулюючи дієту. Однак, коли він їде, то дістає піцу, викинувши фрукти на стадіон. Через жир у піці, по дорозі на роботу, він, однак, врізається в дерево. Неподалік він знаходить Клітуса Спаклера, де той торгував повітряними кульками, гелій для яких сам роздобув. Гомер купує кульки і везе їх на роботу, де містер Бернс радіє подарованому гелію, бо станція платить захмарну ціну за охолодження реактрів. роблячи його співробітником місяця.
Містер Бернс їде на ферму Клітуса, щоб укласти з ним угоду. Однак, Клітус пропонує спочатку випити його самогон. Це дезорієнтує Бернса, але він вважає, що Гомер — кращий кандидат, щоб обдурити селюка.
Тим часом Мардж з Меґґі їдуть до сімейного вишуканого будинку Гадсона. Незважаючи на кохання дітей, Мардж змушена безповоротно забрати Меґґі звідти через дивні вчинки матері хлопчика.
Гомер прибуває до гелієвої шахти Клітуса і переконує того у плані Бернса. Вони вдвох веселяться. На сімейному обіді Спаклерів Клітус оголошує, що Гомер є частиною сім'ї. Гомер висловлює Мардж свої занепокоєння обдурити ного друга, в той час як Меґґі знаходить сховане запрошення на день народження Гадсона. Мардж розповідає доці про причини, з яких вона не пішла, що засмучує Меґґі. Щоб зробити Меґґі знову щасливою, Мардж бере її до сумного Гадсона і мириться з його матір'ю
Гомер передає контракт Бернса на підпис Клітусу, але в останній момент зупиняє його від підписання. Бернс намагається насильно змусити його підписати, але сім'я Спаклерів спрямовує на нього рушниці. Врешті решт, Бернс погоджується заплатити за гелій справедливу ціну.
У фінальній сцені Гомер з Клітусом співають пісню про найкращих друзів.

## Виробництво
Спочатку серія мала вийти 7 квітня 2019 року як 20 серія 30 сезону, однак замість неї вийшла серія «I'm Just a Girl Who Can't Say D'oh». Епізод був затриманий через те, що сюжет, присвячений роману Меґґі та Гадсона, реалізований у короткометражці «Playdate with Destiny» (укр. «Час грати з долею»), що вийшла 6 березня 2020 року перед мультфільмом «Уперед». Серію ж переробили на сиквел короткометражки.
У процесі редагування було видалено 3 хвилини оригінальної серії, включно з трьома сценами, показані у промо зображеннях.

## Цікаві факти і культурні відсилання
- Серія вийшла рівно через 33 роки після найпершої появи Сімпсонів на «Шоу Трейсі Ульман» 1987 року.
- Напис на щиті і на дошці у вступі — відсилання до пандемії коронавірусу CoVid-19, внаслідок якого у березні 2020 року був запроваджений карантин і введене дистанційне навчання учнів у школах.

## Ставлення критиків і глядачів
Під час прем'єри серію переглянули 1,58 млн осіб з рейтингом 0.5, що зробило її другим найпопулярнішим шоу на каналі «Fox» тієї ночі, після «Сім'янина».
Денніс Перкінс з «The A.V. Club» дав серії оцінку B-, сказавши:
|  | У серії немає нічого, по суті, нічого поганого, але в цьому також немає чогось незабутнього (окрім диванного приколу з екстремальними видами спорту)… Я повинен визнати, що особисті уподобання відіграють мою байдужість до епізоду, оскільки ні Клітус, ні Меґґі не цікавлять мене як головні персонажі. Тим не менш, я завжди готовий, змінити свою думку про шоу, але їх зображення тут піддаються очікуваним підводним камінням. |

Тоні Сокол з «Den of Geek» дав серії три з половиною з п'яти зірок, сказавши, що серія — «легка та весела із серцем».
Згідно з голосуванням на сайті The NoHomers Club більшість фанатів оцінили серію на 2/5 із середньою оцінкою 2,48/5.